# Municipio de Cherry Valley (Míchigan)
El municipio de Cherry Valley (en inglés: Cherry Valley Township) es un municipio ubicado en el condado de Lake en el estado estadounidense de Míchigan. En el año 2010 tenía una población de 396 habitantes y una densidad poblacional de 4,29 personas por km².

## Geografía
El municipio de Cherry Valley se encuentra ubicado en las coordenadas 43°56′41″N 85°44′31″O / 43.94472, -85.74194. Según la Oficina del Censo de los Estados Unidos, el municipio tiene una superficie total de 92.23 km², de la cual 92,23 km² corresponden a tierra firme y (0 %) 0 km² es agua.

## Demografía
Según el censo de 2010, había 396 personas residiendo en el municipio de Cherry Valley. La densidad de población era de 4,29 hab./km². De los 396 habitantes, el municipio de Cherry Valley estaba compuesto por el 90,4 % blancos, el 6,57 % eran afroamericanos, el 0,25 % eran amerindios y el 2,78 % eran de una mezcla de razas. Del total de la población el 0,51 % eran hispanos o latinos de cualquier raza.